# 帕索弗 (密蘇里州)
帕索弗（英語：Passover）是位於美國密蘇里州康登縣的非建制地區。

## 歷史
帕索弗的郵局於1901年設立，其後於1931年停運。

## 地理
帕索弗所處的海拔為高於海平面221米（即725英呎），而該地所採用的時區為UTC-6，即北美中部時區（CST）。同時該地設有夏令時間，為UTC-6調快一小時，即UTC-5（CDT）。